# Triacanthella rosea
Triacanthella rosea är en urinsektsart som beskrevs av Einar Wahlgren 1906. Triacanthella rosea ingår i släktet Triacanthella och familjen Hypogastruridae. Inga underarter finns listade i Catalogue of Life.